# Birkir Bjarnason
Birkir Bjarnason (* 27. Mai 1988 in Akureyri) ist ein isländischer Fußballspieler. Der Mittelfeldspieler steht in Italien beim  Zweitligisten Brescia Calcio unter Vertrag und ist isländischer Rekordnationalspieler.

## Karriere

### Verein
Birkir begann seine Karriere als Fußballspieler in der Schulmannschaft der Sandved Grundschule im Jahr 2000. Birkir kam im Sommer 2005 von Figgjo zu Viking Stavanger. In der Saison 2006/07 erzielte er sein erstes Tor für Viking gegen Hamarkameratene. Der Serie-A-Club Reggina Calcio bot Birkir im Januar 2008 einen Vertrag an. Der Isländer lehnte das Angebot ab und blieb bei Viking. Für Stavanger erzielte er bis Saisonende 2011 in 102 Ligaspielen 16 Tore.
Am 13. Januar 2012 unterzeichnete er einen Vierjahresvertrag bei Standard Lüttich in Belgien. Zur Saison 2012/13 wurde er an den italienischen Zweitligisten Pescara Calcio ausgeliehen.
Am 9. Juli 2015 wechselte Birkir Bjarnason als erster Isländer zum Schweizer Serienmeister FC Basel, bei dem er einen Dreijahresvertrag unterschrieb. Sein Ligadebüt gab er am 25. Juli 2015 beim 2:3-Sieg des FC Basel gegen den Grasshopper Club Zürich im Stadion Letzigrund in Zürich. Sein erstes Tor erzielte er beim Champions-League-Qualifikationsspiel gegen den polnischen Verein Lech Posen im St. Jakob-Park, als er in der 91. Minute zum 1:0-Endstand traf. Unter Trainer Urs Fischer gewann Birkir am Ende der Schweizer Meisterschaft 2015/16 den Schweizer Meistertitel mit dem FCB.
Im Januar 2017 wechselte Birkir zu Aston Villa. Er unterschrieb einen Vertrag über dreieinhalb Jahre. Das Engagement endete jedoch vorzeitig bereits im August 2019, als er sich mit dem Klub aus Birmingham über eine Auflösung des Kontrakts einigte.
Nach mehrmonatiger Vereinslosigkeit unterschrieb der Mittelfeldspieler im Oktober 2019 einen zunächst bis Januar 2020 gültigen Vertrag beim katarischen Erstligisten Al-Arabi aus der Hauptstadt Doha.
Nach drei Ligapartien, in denen der Isländer ein Tor erzielt hatte, verließ er das Emirat Ende Januar 2020 wieder und unterschrieb einen bis Juni 2021 gültigen Vertrag beim italienischen Erstligisten Brescia Calcio. Am Ende seiner ersten Saison stieg er mit Brescia in die Serie B ab. In der Saison 2020/21 wurde Brescia Siebter und verlor in den Aufstiegs-Play-offs gegen den Tabellensechsten AS Cittadella. Danach wechselte Birkir in die Süper Lig zum Aufsteiger Adana Demirspor. 2023 spielte er die ersten sechs Monate erneut  für Viking Stavanger in Norwegen und anschließend wechselte er wieder zu Brescia Calcio in die italienische Serie B.

### Nationalmannschaft
Sein erstes Länderspiel für die isländische Nationalmannschaft bestritt Birkir Bjarnason am 29. Mai 2010 beim 4:0-Sieg über Andorra. Bei der Fußball-Europameisterschaft 2016 in Frankreich erzielte er in der Begegnung in der Gruppenphase gegen Portugal das Tor zum 1:1-Endstand und somit das erste Tor einer isländischen Nationalmannschaft bei einer Endrunde. Mit Island siegte er im Achtelfinale 2:1 gegen England und zog in das Viertelfinale gegen Frankreich ein. Im Spiel gegen die Franzosen erzielte er sein zweites Turniertor mit dem Treffer zum 2:5-Endstand in der 84. Spielminute. Er spielte in allen fünf Spielen seiner Mannschaft über die volle Spielzeit.
Zudem stand er im isländischen Kader für die Weltmeisterschaft 2018 in Russland, bei der Island zum ersten Mal an einer Weltmeisterschaftsendrunde teilnehmen konnte. Island schied nach einem Unentschieden gegen Argentinien und Niederlagen gegen Nigeria und Kroatien als Letzter der Gruppe D noch in der Vorrunde aus; Birkir Bjarnason wurde in allen drei Partien im linken Mittelfeld eingesetzt.
Am 5. September 2021 bestritten er und Birkir Már Sævarsson beim WM-Qualifikationsspiel gegen Nordmazedonien sein 100. Länderspiel. Am 14. November 2021 löste er mit seinem 105. Länderspiel Rúnar Kristinsson als isländischen Rekordnationalspieler ab.

## Erfolge
FC Basel
- Schweizer Meister: 2016, 2017
- Schweizer Pokalsieger: 2017